# Живи швидко, помри молодим

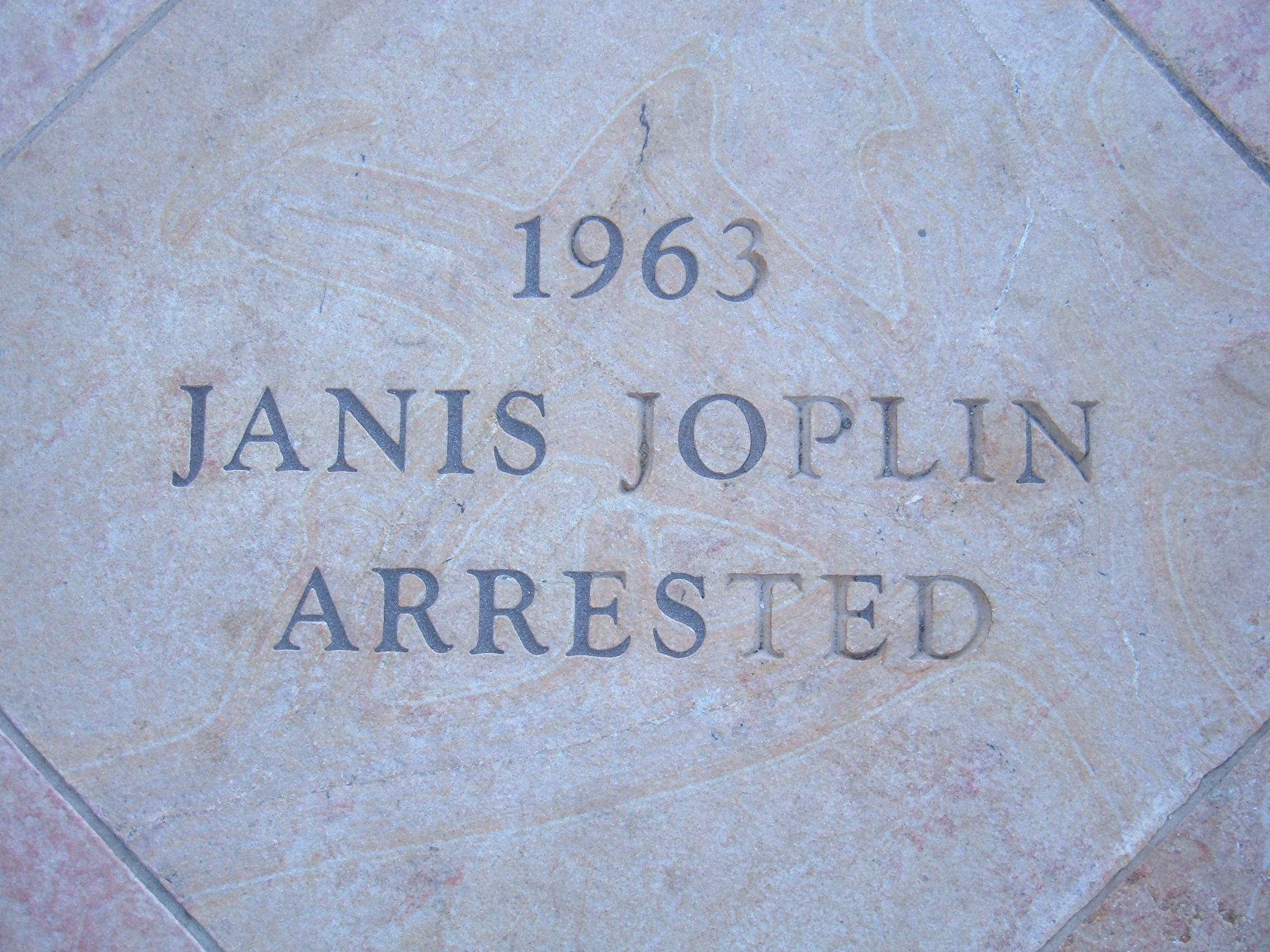
«Меморіальна дошка» в Берклі, на перехресті Шеттак-авеню і Еддісон-стріт, на спомин про арешт тут Дженіс Джоплін

«Живи швидко, помри молодим» (англ. Live fast, die young) — неофіційне гасло частини представників панк- та рок-культури, яке означає заклик до, можливо, короткого, але яскравого і насиченого подіями життя.
Фраза «Живи швидко, помри молодим» поряд із девізом «Секс, наркотики і рок-н-рол» (англ. Sex & Drugs & Rock & Roll) стала символом розгульного життя богеми 1950-70-х та наступних років. Серед знаменитостей, що притримувалися подібного стилю життя та померли в молодому віці (див. «Клуб 27») — Джеймс Дін (1931—1955), Браян Джонс (1942—1969), Джимі Гендрікс (1942—1970), Дженіс Джоплін (1943—1970), Джим Моррісон (1943—1971), Ієн Кертіс (1956—1980), Сід Вішез (1957—1979) тощо, а пізніше — Олександр Башлачов (1960—1988), Віктор Цой (1962—1990), Курт Кобейн (1967—1994), Дед (1969—1991), Рівер Фенікс (1970—1993), Емі Вайнгауз (1983—2011) та інші.

## Походження
Приповідка у варіанті «Живи швидко, помри молодим, залиш красивий труп» (англ. Live fast, die young, leave a good-looking corpse) уперше зустрічається та часто повторюється малолітнім злочинцем Ніком Романо в книзі Віларда Мотлі 1947 року «Постукайте в будь-які двері» (англ. Knock on Any Door). У 1949 році книга була екранізована під тією ж назвою, і фраза стала візитівкою персонажу молодого актора Джона Дерека (1926—1998) та здобула популярність.

## У масовій культурі

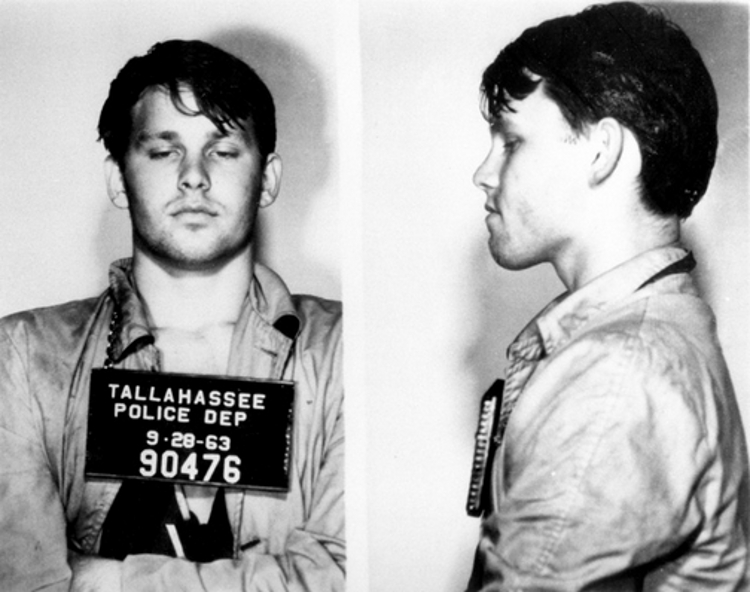
Джим Моррісон під час арешту в Таллахассі через п'яний дебош на футбольному матчі, 1963

На хвилі культурної та сексуальної революції ємний вислів став культовим, його варіанти часто використовуються як назви художніх творів, музичних альбомів, кінофільмів тощо. Іноді гасло обігрується та видозмінюється. Наприклад:
- магазин Вів'єн Вествуд і Малкольма Макларена на Кінгс Роуд називався «Занадто швидкий для життя, занадто молодий для смерті» (англ. Too Fast to Live, Too Young to Die);
- музичний альбом радянського панка Чачи (Олександр Іванов) називається «Живи повільно. Помри старим» (англ. Live Slow. Die Old).

## Приклади використання фрази в культурі

### Кінематограф
- Live Fast, Die Young — фільм 1958 року з Мері Мерфі та Нормою Ебергардт у головних ролях (режисер — Пол Генрейд);
- Live Fast Die Young and Leave a Beautiful Corpse — фільм 2002 року.
- Jo Siffert: Live Fast — Die Young — фільм 2005 року;
- Live Fast, Die Young — фільм 2008 року;
- Live Fast Die Young St. Pete Hideout — фільм 2015 року;
- Live Fast Die Young Chi-bangin — фільм 2017 року.

### Музика
- Live Fast, Love Hard, Die Young — пісня Ферона Янга[en] 1955 року;
- Live Fast Die Young — сингл американського панк-гурту «Circle Jerks» 1981 року з альбому «Group Sex»;
- Live Fast, Die Young — сингл американського репера Ріка Росса 2010 року;
- «Живи швидко, помри молодим» — альбом російського репера Карандаша 2010 року;
- Live Fast Die Young — пісня гурту «The Kicks» 2014 року;
- Live Fast, Die Young — пісня гурту «Sweet Tooth» 2017 року;
- Live Fast Die Young — пісня репкор-гурту «Hollywood Undead» з альбому «Psalms» 2018 року;
- Live Fast Die Young — пісня гурту «Gator» 2018 року;
- Live Fast Die Young — пісня гурту «SauceGangGutz» 2018 року.